# Michele di Giovanni da Fiesole

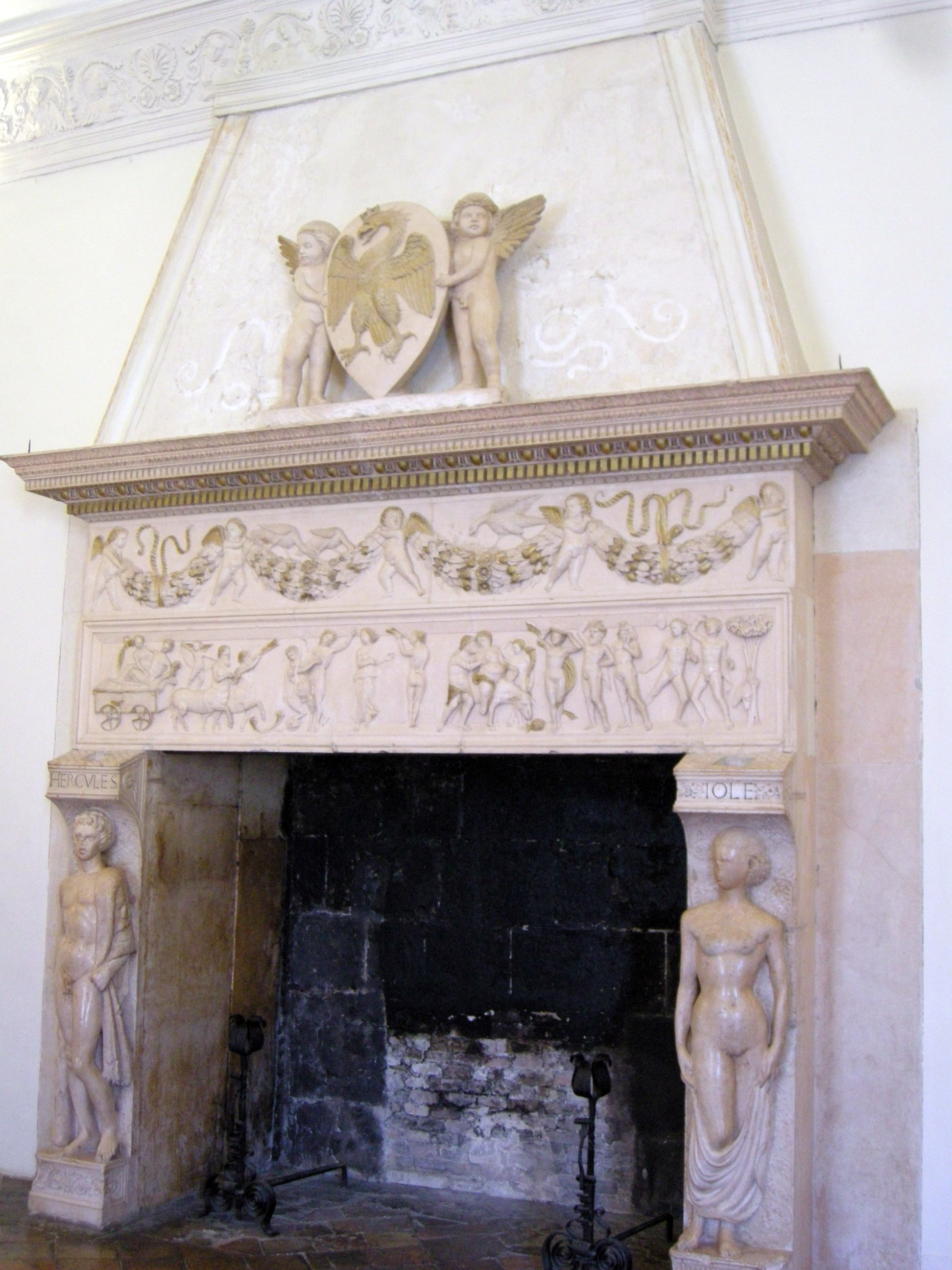
Il camino nell'appartamento della Jole nel palazzo Ducale di Urbino

Michele di Giovanni da Fiesole, detto il Greco, noto anche come Michele di Giovanni di Bartolo (o da Firenze), e detto il Greco di Fiesole (Fiesole, 1418 circa – 1458 circa), è stato un architetto e scultore italiano.

## Biografia
Si forma a Firenze presso la scuola di Michelozzo e Bernardo Rossellino. Intorno al 1440 realizza gli armadi lignei intarsiati della sacrestia della Basilica di Santa Croce a Firenze.
Dal 1454 si trasferisce ad Urbino, dove partecipa alla realizzazione del portale della chiesa di San Domenico: ne ultima la parte superiore, portando a compimento l'opera iniziata da Maso di Bartolomeo. Sempre ad Urbino esegue parte degli ornamenti scultorei del Palazzetto della Jole, il quale prende il nome dalla figura mitologica di Jole, amante di Ercole, che si trova scolpita sul camino del primo ambiente del piano nobile, opera proprio di Michele di Giovanni.
Presso la Galleria nazionale delle Marche di Urbino è conservata una sua anconetta in pietra raffigurante una Madonna e angeli.